# Polyteknisk Læreanstalt (dokumentarfilm)
|  | Denne artikel er oprettet af botten Steenthbot ud fra en ekstern database. Den kan derfor have sproglige fejl eller mangler. Denne skabelon kan fjernes efter kontrol af indholdet. |

Polyteknisk Læreanstalt er en dansk dokumentarisk optagelse fra 1933.

## Handling
Der udføres stresstests på forskellige materialer - en træbjælke, en opmuret 'skorsten' og et metalrør- eller stang - på Polyteknisk Læreranstalts laboratorier.